# Iudinka
Iudinka (en rus: Юдинка) és un poble de l'óblast d'Oriol, a Rússia, segons el cens del 2010 tenia 5 habitants, pertany al municipi de Teliàjie.